# Kostel svatého Mikuláše (Svatý Mikuláš)
Kostel sv. Mikuláše ve Svatém Mikuláši je římskokatolický kostel nacházející se v osadě Svatý Mikuláš, části obce Vysočina v okrese Chrudim. Od roku 1964 je chráněn jako kulturní památka. Kostel byl postaven před rokem 1350. Jeho nynější podoba pochází z druhé poloviny 19. století. Kolem kostela je hřbitov se sbírkou litinových náhrobních křížů. Je zde také hrob posledního rváčovského rychtáře z roku 1846.

## Pověst
Vypráví se, že stavbě kostela nepřál čert, který přes noc vždy rozboural část toho, co bylo postaveno. Když již byli stavebníci zoufalí, přišel jim na pomoc svatý Mikuláš. Čerta svojí silou zahnal a ten ve zlosti odkopl kámen, který zrovna přenášel. Kámen s otiskem čertova kopyta je možné dodnes spatřit nedaleko kostela. Vděční stavebníci pak kostel pojmenovali po sv. Mikuláši.

## Další fotografie

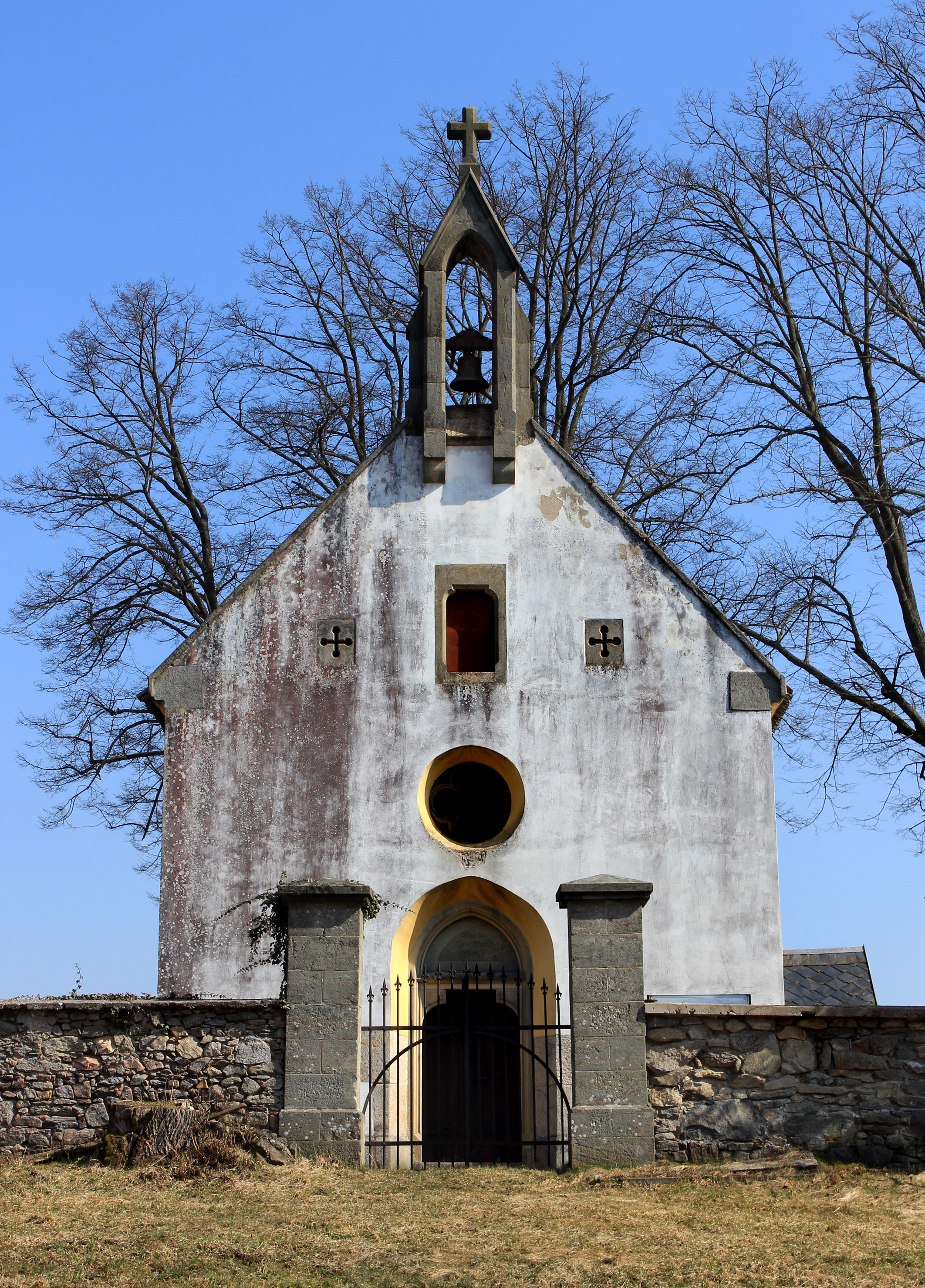
Západní portál
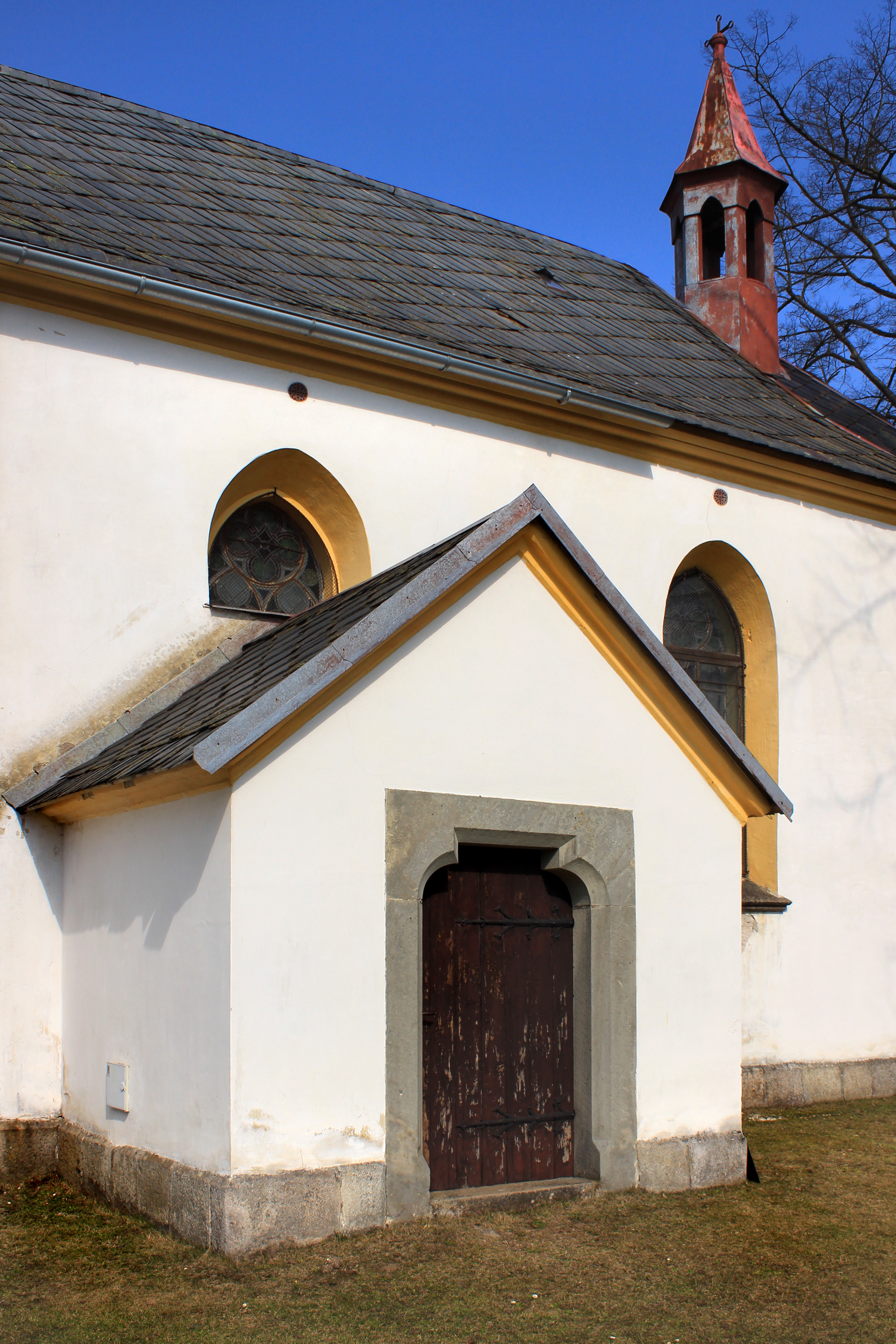
Boční vchod
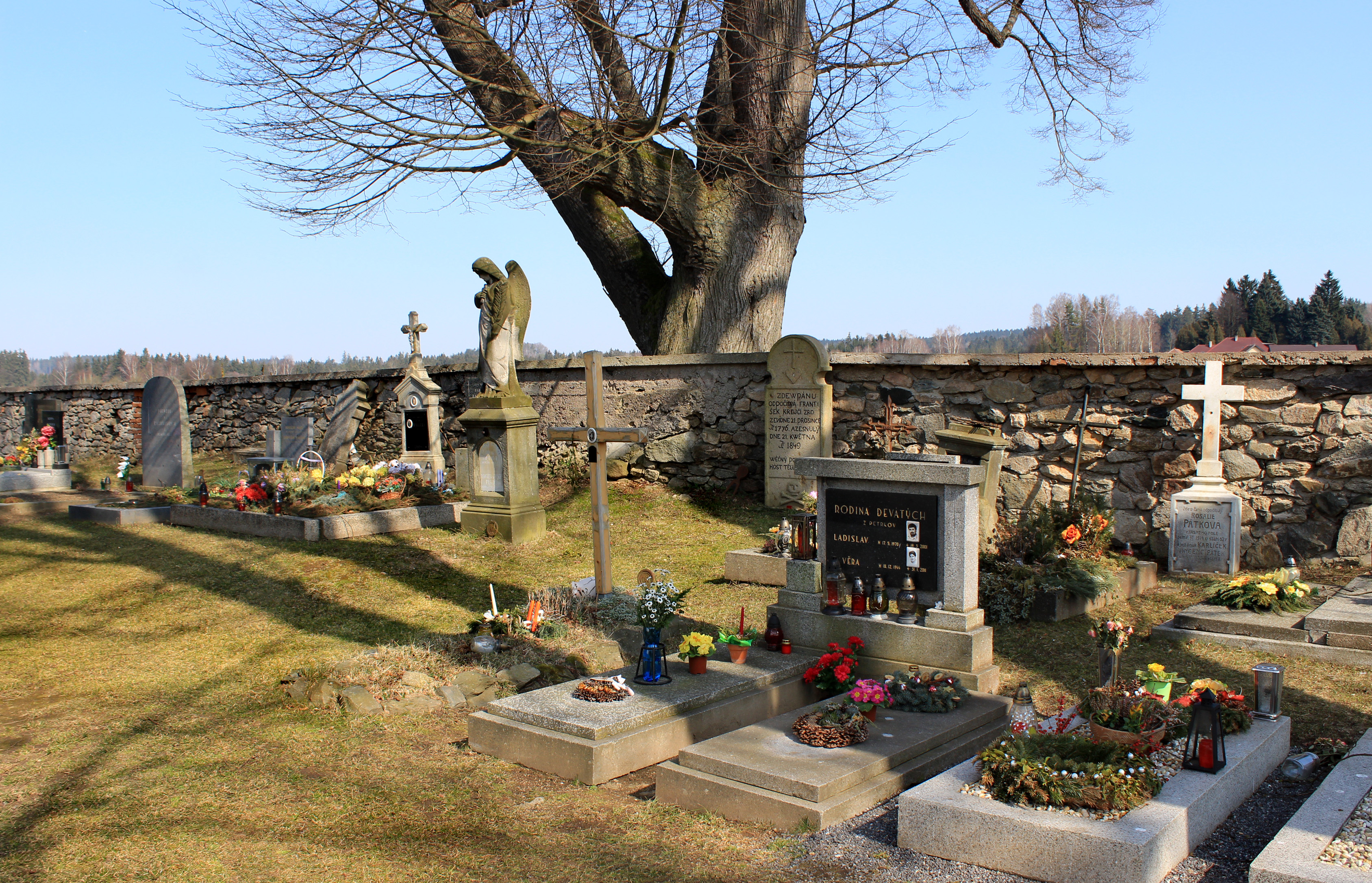
Hřbitov u kostela